# 沃丁里弗 (紐約州)
沃丁里弗（英語：Wading River）是位於美國紐約州薩福克縣的普查規定居民點。

## 人口
根據2020年美國人口普查的數據，沃丁里弗的面積為32.41平方千米，當中陸地面積為25.33平方千米，而水域面積為7.08平方千米。當地共有人口7731人，而人口密度為每平方千米238.54人。